# Лекко
Лекко (італ. Lecco) — муніципалітет в Італії, у регіоні Ломбардія, столиця провінції Лекко.
Лекко розташоване на відстані близько 510 км на північний захід від Рима, 50 км на північ від Мілана.
Населення — 48 141 особа (2014).
Щорічний фестиваль відбувається 6 грудня. Покровитель — San Nicolò.

## Демографія
Населення за роками:

Станом на 1 січня 2023 року в муніципалітеті офіційно проживало 4886 іноземців з 110 країн, серед них 713 громадян країн Євросоюзу та 226 громадян України.

## Уродженці
- Федеріко Вівіані (*1992) — італійський футболіст, півзахисник.

- Ніно Кастельнуово (1936—2021) — італійський актор.
- Анджело Лонгоні (*1933 — †1993) — італійський футболіст, півзахисник, згодом — футбольний тренер.
- Карло Морнаті (1972) — італійський веслувальник, олімпійський медаліст.
- Лука Фузі (1963) — італійський футболіст, півзахисник, згодом — футбольний тренер.

## Сусідні муніципалітети
- Аббадія-Ларіана
- Баллабіо
- Брумано
- Ерве
- Гальб'яте
- Гарлате
- Мальграте
- Манделло-дель-Ларіо
- Мортероне
- Пескате
- Вальмадрера
- Веркураго

## Галерея зображень

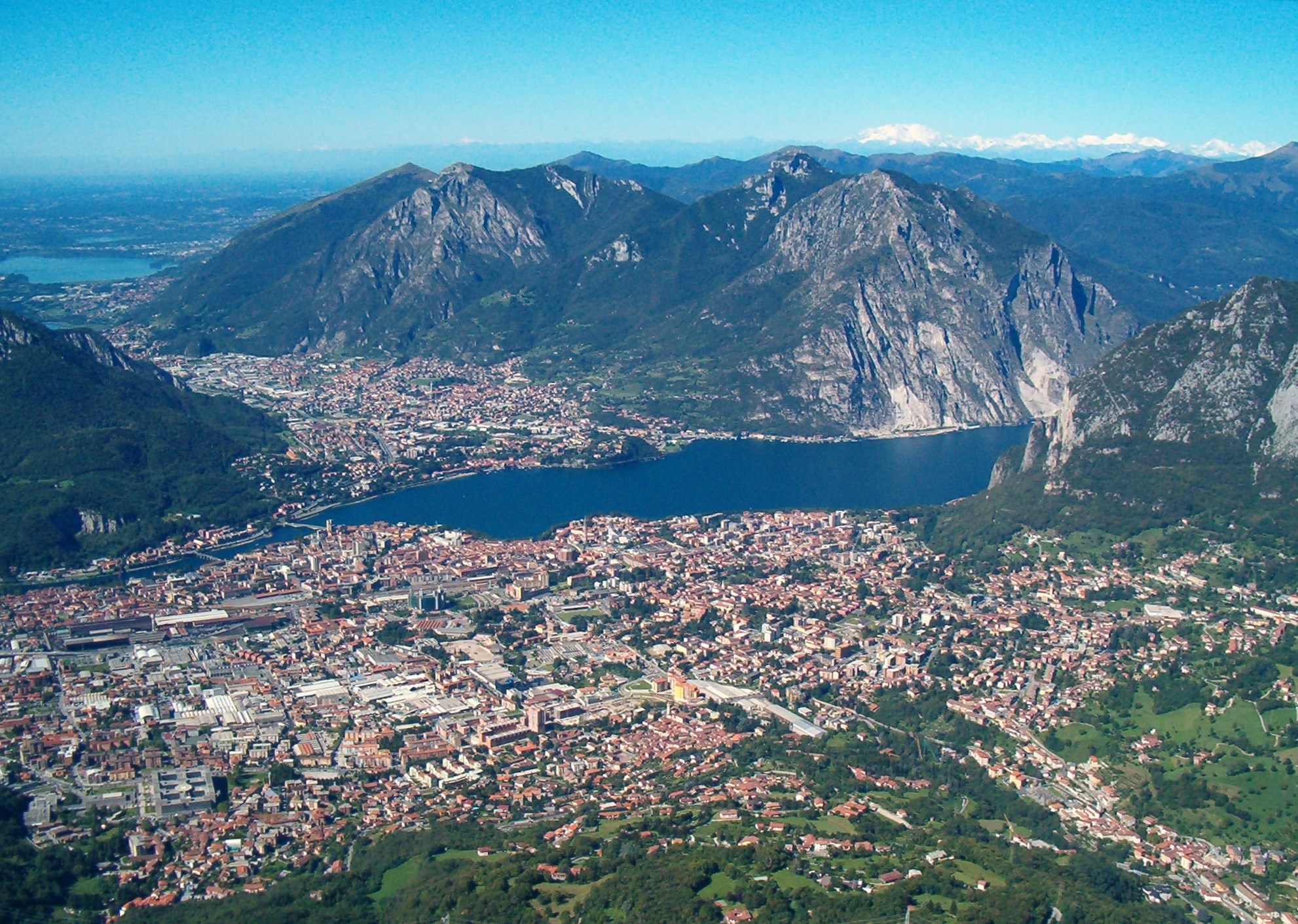
Захопливий вид на місто з П’яні Д’Ерна, «Балкон Лекко"
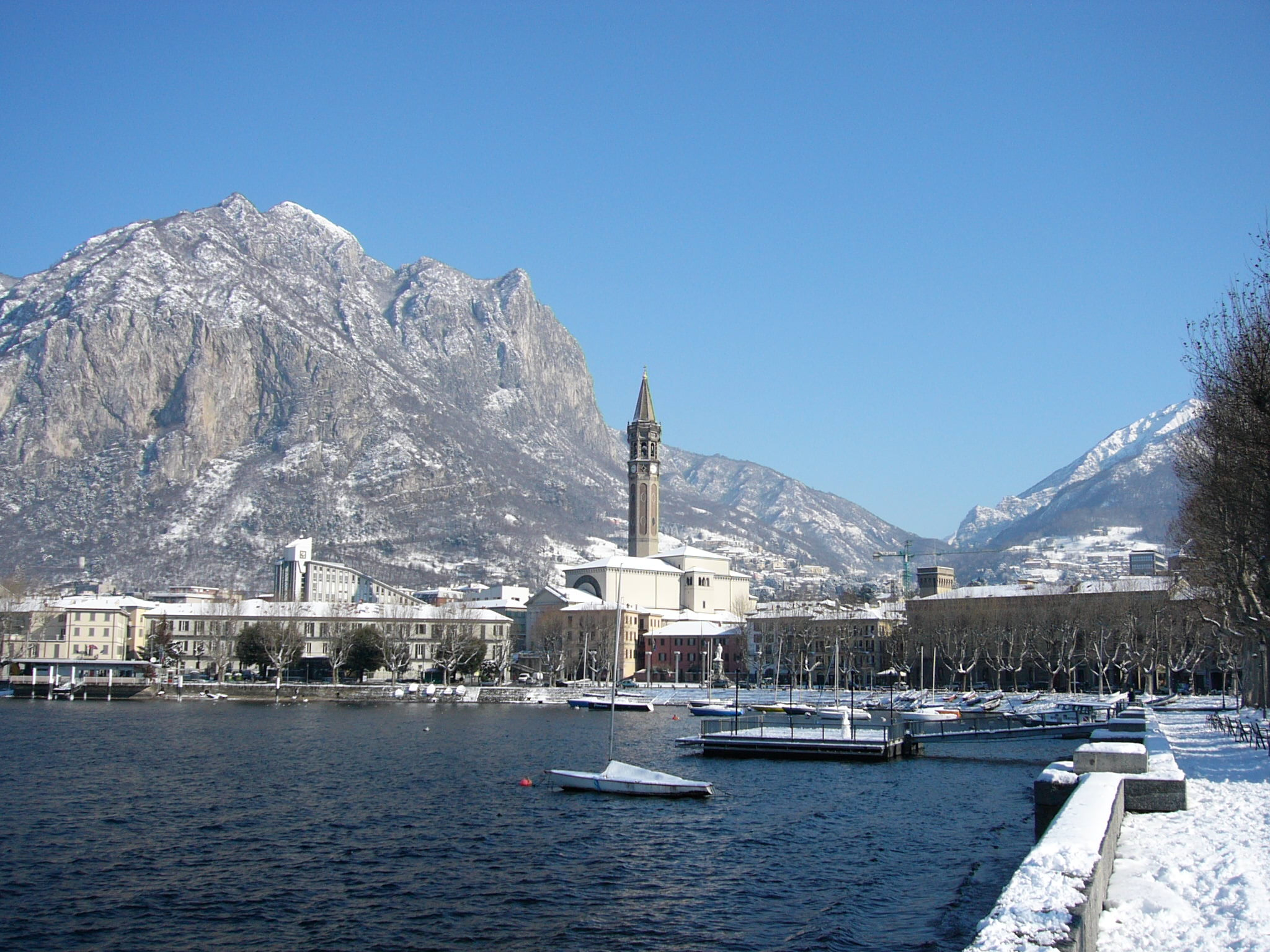
Лекко в снігу, на тлі гори Монте-Сан-Мартіно
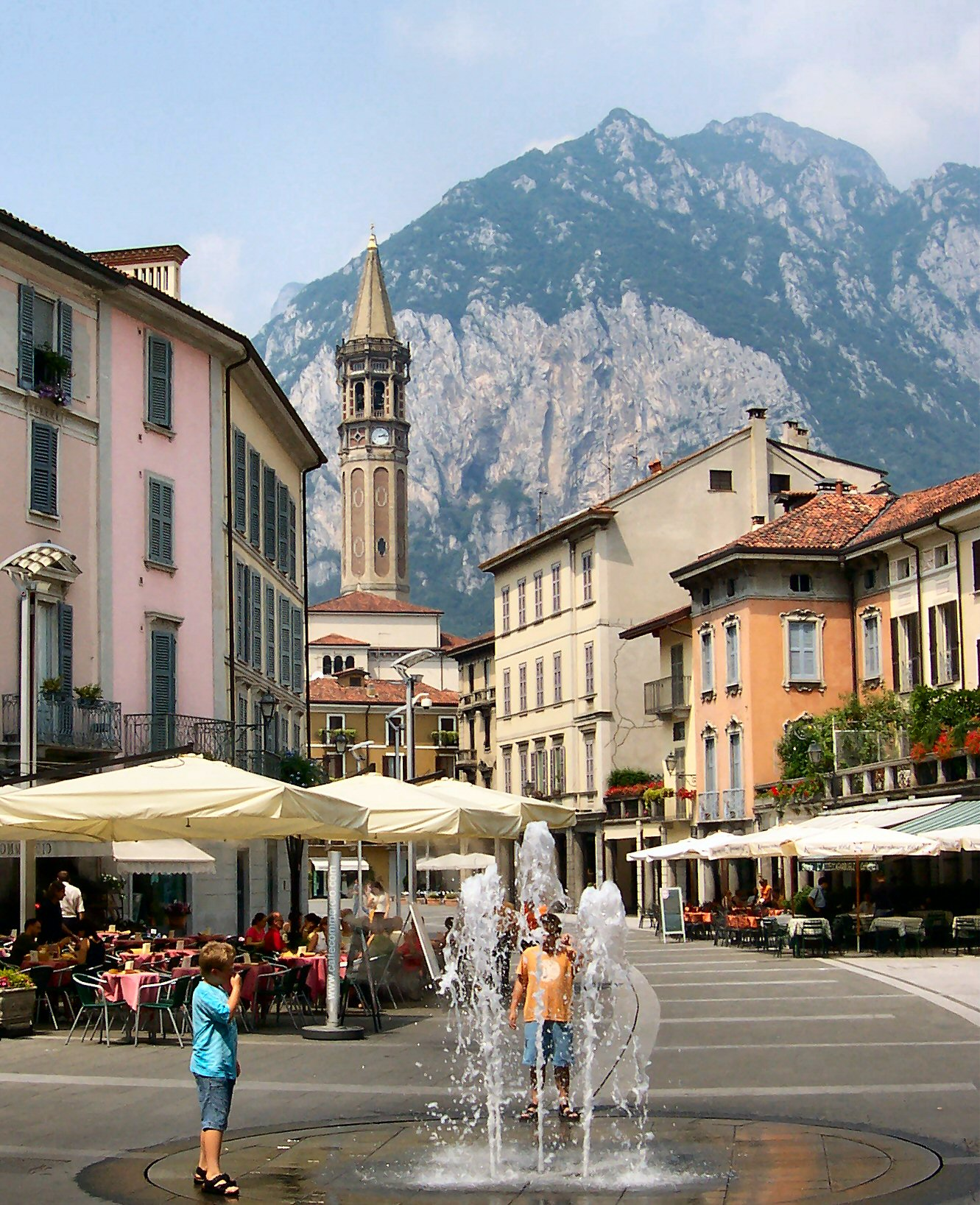
Центр міста, фонтан атлас П’яца XX Вересня
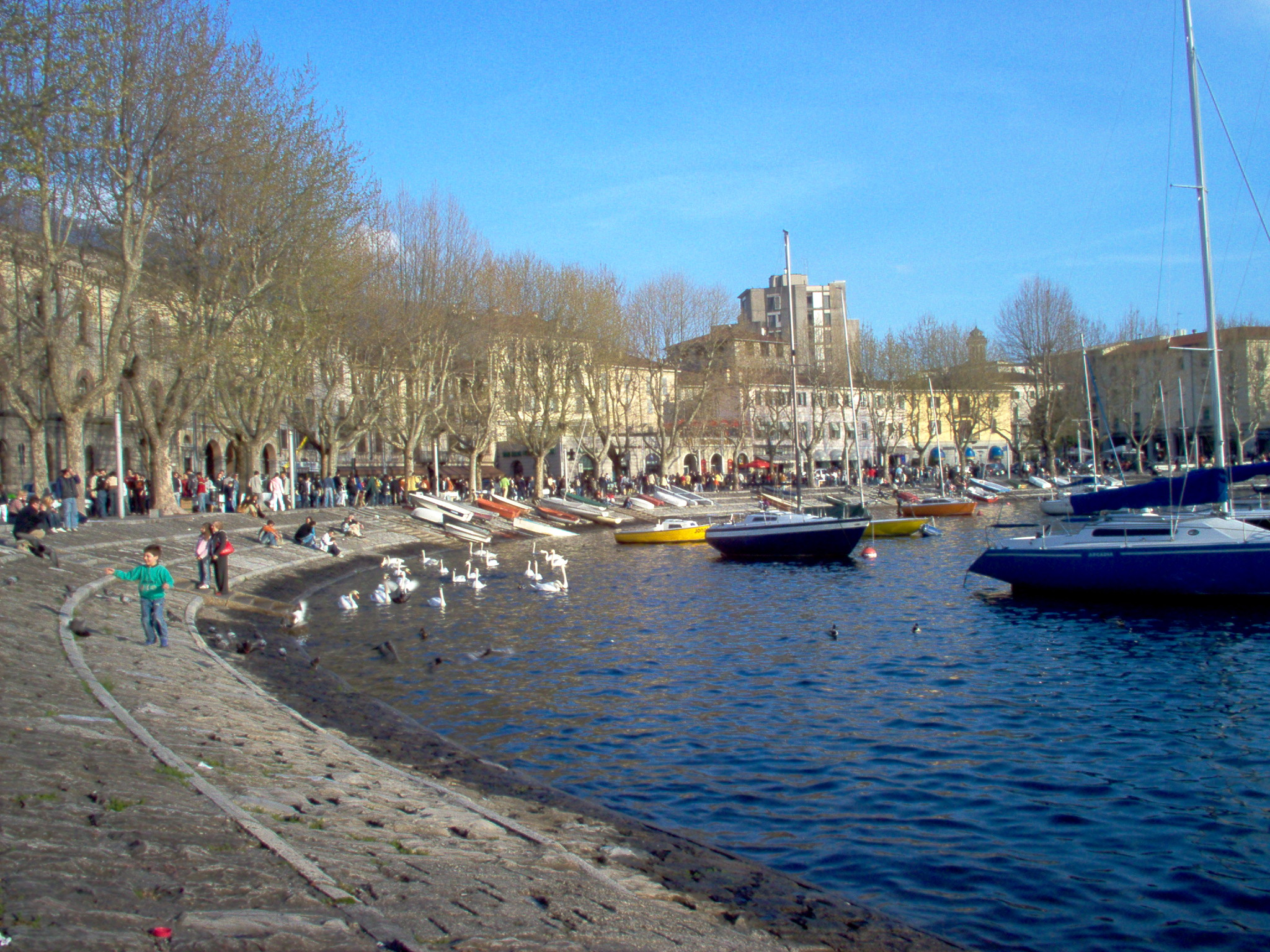
На березі в центральній частині міста
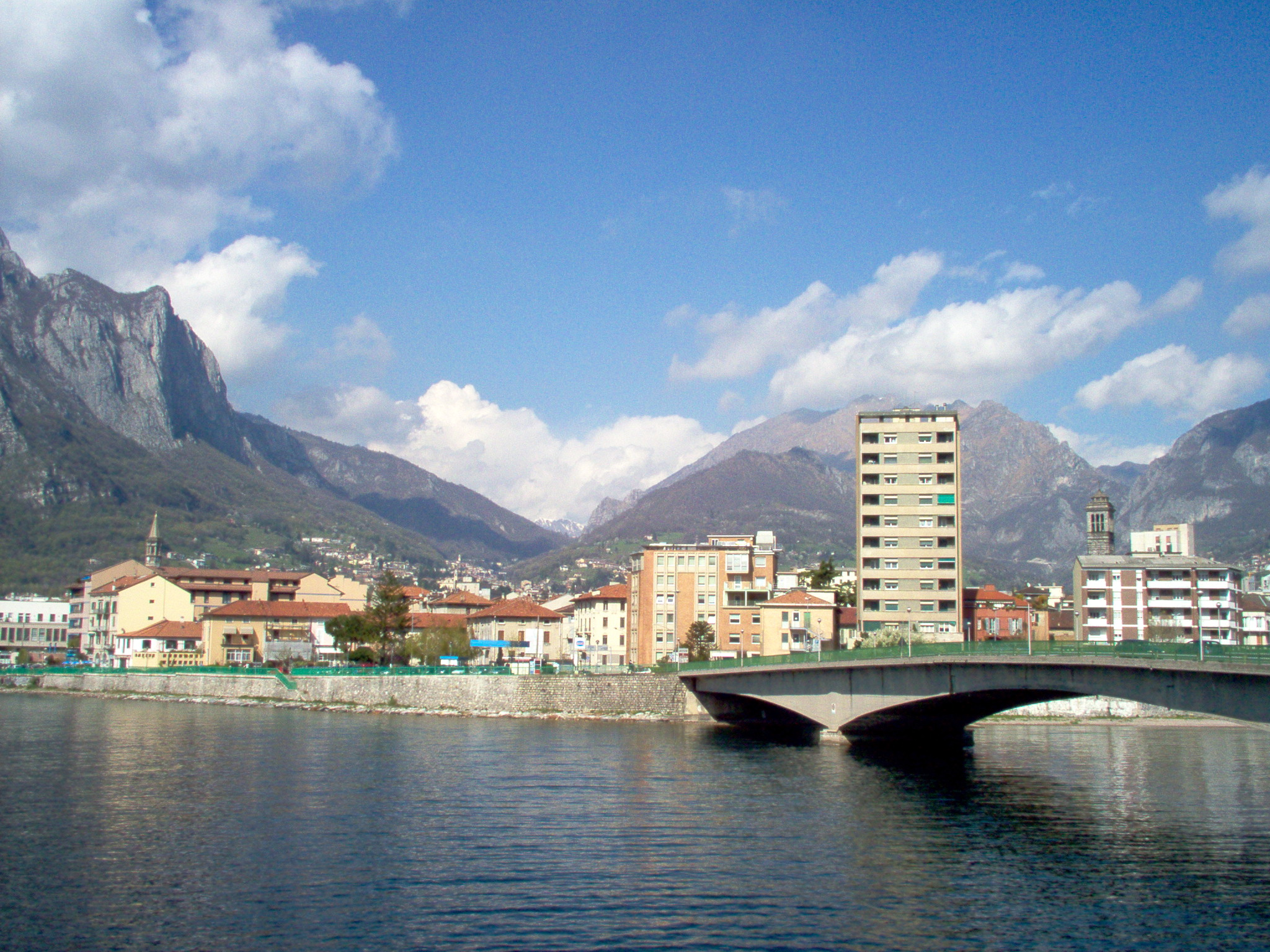
Міст Кеннеді (новий міст)
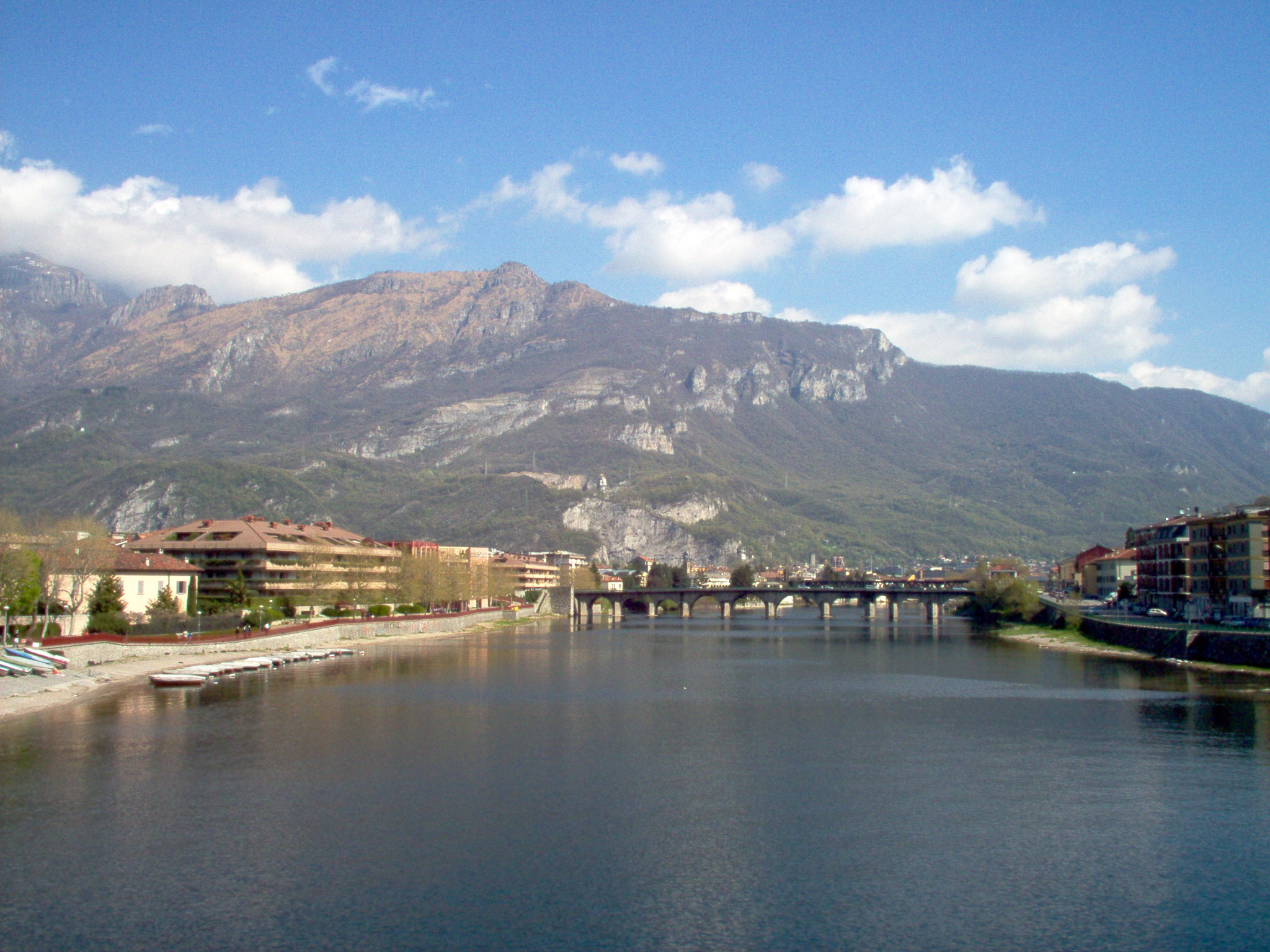
Міст Azzone Visconti